# Маруяма, Масаки
Масаки Маруяма (5 октября 1944, префектура Айти — 10 апреля 2009) — японский математик, специалист в области алгебраической геометрии. Известен своими основополагающими работами по пространствам модулей векторных расслоений и пучков.
Масаки Маруяма родился 5 октября 1944 года в префектуре Айти, Япония. Окончил Киотский университет в 1967 году. Работал профессором на факультете математики с 1990 по 2005 год, когда он был назначен исполнительным директором Киотского университета. В 2008 году перешёл в Университет Досися.
Наиболее известна его конструкция грубого пространства модулей для т. н. полустабильных по Гизекеру — Маруяме пучков на проективном многообразии произвольной размерности. Эти схемы были ранее построены Мамфордом и Сешадри в случае гладких кривых и Гизекером в случае алгебраических поверхностей. В совместной работе с Иокогавой он обобщил понятия параболических расслоений и их полустабильности на случай проективных многообразий произвольной размерности и построил их схемы модулей. Он доказал ограниченность полустабильных пучков (с данным многочленом Гильберта) в характеристике 0, а также для малых рангов и размерностей в положительной характеристике.